# رابرت بارکر
رابرت بارکر (به انگلیسی: Robert Barker) (زادهٔ ۱۹ ژوئن ۱۸۴۷ - درگذشته	۱۱ نوامبر ۱۹۱۵) بازیکن فوتبال اهل انگلستان بود که سابقهٔ بازی در تیم ملی فوتبال انگلستان را در کارنامهٔ خود دارد. وی در تاریخ ۳۰ نوامبر ۱۸۷۲ تنها بازی ملی خود را در مقابل تیم ملی فوتبال اسکاتلند انجام داد.